# Cinquante images abstraites qui, vues de deux yards se changent en trois Lénine déguisé en chinois et de six yards en tête de tigre royal du Bengale
Cinquante images abstraites qui, vues de deux yards se changent en trois Lénine déguisé en chinois et de six yards en tête de tigre royal du Bengale est un tableau de Salvador Dalí de style surréaliste qui date de 1963. C'est une toile dont les dimensions sont 200 × 229 cm. Elle est exposée au Théâtre-musée Dalí à Figueras en Espagne.